# Steve August
Steve August (Jeannette, 4 settembre 1954) è un ex giocatore di football americano statunitense che ha militato nel ruolo di offensive guard nella National Football League (NFL).

## Carriera
Al college August giocò a football alla University of Tulsa. Fu scelto nel corso del primo giro (14º assoluto) del Draft NFL 1977 dai Seattle Seahawks. Con essi disputò sette stagioni più sei gare della ottava, quella del 1984, a metà della quale passò ai Pittsburgh Steelers con cui scese in campo in 5 occasioni. Disputò la pre-stagione 1985 con gli Steelers prima di essere svincolato e passare ai New York Jets con cui tuttavia passò la prima metà della stagione infortunato, prima di ritirarsi.